# Putovanja (album)
Putovanja deseti je studijski album splitske glazbenice Meri Cetinić, kojeg 1998. godine objavljuje diskografska kuća Orfej.
Album je sniman u Zagrebu sa studijskim glazbenicima sastava Songkillers. Meri Cetinić sama je radila aranžmane i produkciju uz suradnju Ante Pecotića, Joška Banova i svoje kćerke Ivane.

## Popis pjesama
1. "U meni budiš ženu" (4:12)
2. "Moja ljubav je k'o more" (3:09)
3. "Tko zna" (3:16)
4. "Malo mora na mom dlanu" (4:15)
5. "Budi dobra prema njemu" (3:20)
6. "Samo tuga ostaje" (3:58)
7. "Ja sam ti tu" (3:55)
8. "Željo, tugo"	(4:01)
9. "Zar si želio baš to"	(4:00)
10. "Smiješi se" (3:44)
11. "Putovanja" (3:26)
12. "Jubav si moja zauvik" (3:37)

## Produkcija
- Izvršna producentica - Meri Cetinić
- Direktor pop i rock produkcije: Siniša Škarica
- Fotografija - Duško Vlaović
- Ilustracija i oblikovanje - Nenad Martić

## Vanjske poveznice
- Službene stranice Meri Cetinić - Recenzija albuma